# قانون کار

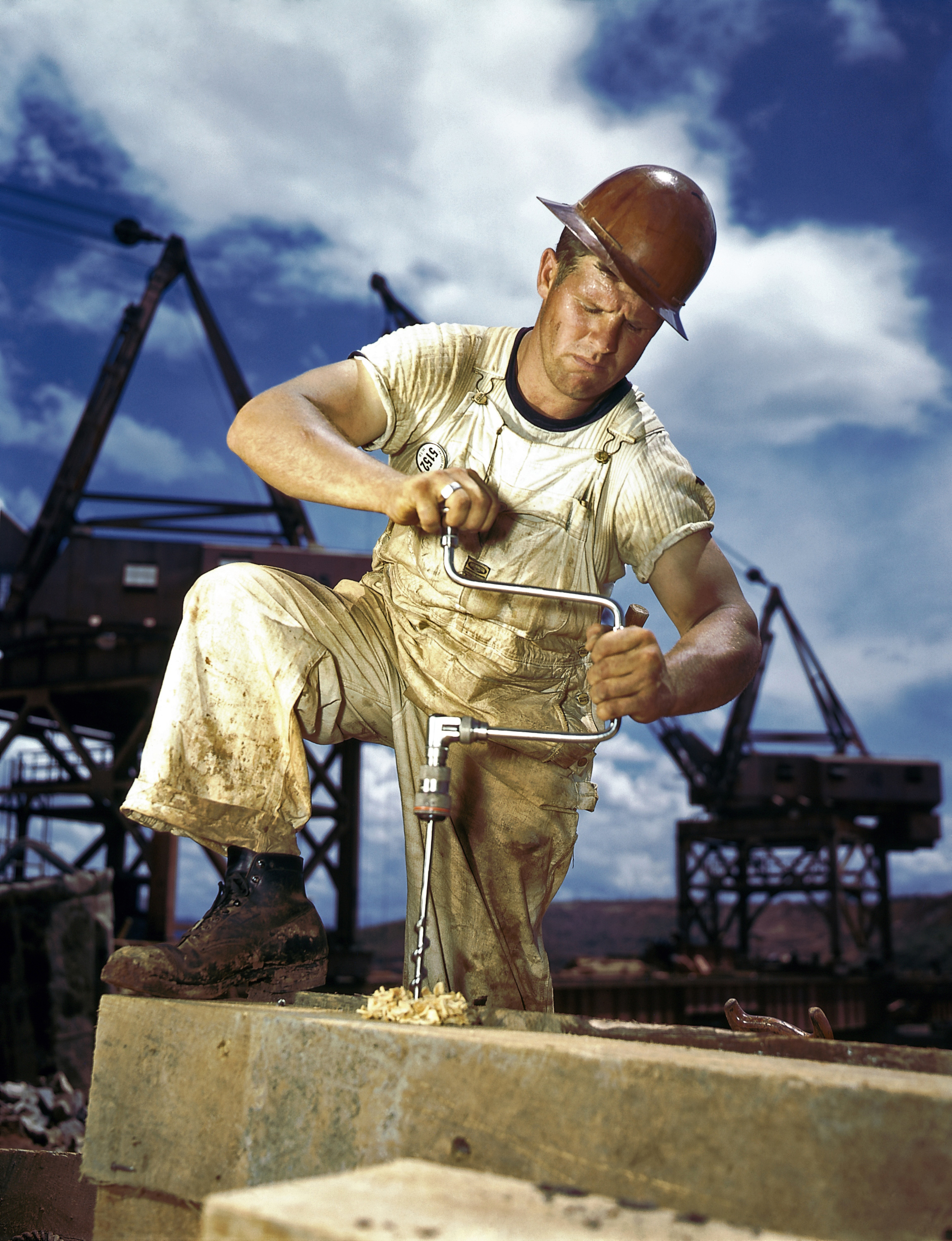

قانون کار (انگلیسی: Labour law) (یا قانون استخدام) مناسبات بین کارگر، مؤسسات استخدام‌کننده، سندیکاهای کارگری و دولت را مشخص می‌کند. دسته‌جمعی کار مناسبات بین سه ارگان سندیکای کارگری، کارفرما و کارگر را توضیح می‌دهد. اما قانون کار انفرادی حقوق کارگر را در مقابل کارفرما در قرارداد کار بین آن‌ها تعریف می‌کند. هنجارهای اجتماعی استانداردهای استخدام (در برخی موارد استانداردهای فنی و تکنیکی) از قبیل حداقل‌های شرایط قابل قبول، چارچوب قراردادهای کار را مشخص می‌کند که طبق آن چارچوب کارگران با استخدام‌کنندگان قراردادی با هم می‌بندند. ارگان‌های دولتی (مثل ادارهٔ مدیریت استخدام سابق در ایالات متحدهٔ آمریکا) ضامن اجرای قوانین کار (قانونگذاری، نظارتی یا قضایی) هستند.

## پیشینه
قانون کار هم‌زمان با انقلاب صنعتی و هم‌زمان با رشد تولید از مقیاس کم در کارگاه‌های کوچک به تولید انبوه در کارخانه‌های بزرگ برای تنظیم مناسبات بین کارگر و کارفرما به وجود آمد. کارگران برای یافتن شرایط بهتر کار و گرفتن حق خود به سندیکا (یا اتحادیه‌های صنفی) پیوستند، درحالی‌که کارفرمایان به‌دنبال یافتن راه کارهای قابل پیش‌بینی و قابل انعطاف و بالاخره نیروی کار ارزانتر بودند. ماهیت قوانین کار در هر زمانی از دو عامل تولید و مؤلفه تلاش بین نیروهای مختلف اجتماعی (که در تولید سهم دارند مثل کارگر و کارفرما و سندیکا) شکل می‌گرفت. از آنجا که انگلستان اولین کشوری بود که وارد انقلاب صنعتی شد، بنابراین اولین کشوری بود که به عواقب اکثراً مخوف این انقلاب صنعتی مواجه گردید، این در حالی بود که یک چارچوب نیمه‌قانونمند اقتصادی بر آن کشور حاکم بود. در اواخر قرن ۱۸ و اوایل قرن ۱۹ پایه‌های قوانین جدید کار به‌تدریج ریخته شد؛ و این هم با پافشاری از جانب اصلاح‌طلبانی از جمله آنتونی آشلی کوپر و دیگران حاصل شد.

### کودکان کار
موارد شیوع جدی تب در سال ۱۷۸۴ در کارخانه‌های پنبهٔ نزدیک منچستر به این منجر شد که افکار عمومی علیه به‌کارگیری کودکان در شرایط خطرناک کاری در کارخانه‌ها برانگیخته شد و درخواستی برای کاهش ساعات کار کودکان توسط انجمنی به‌نام عدالت برای صلح در لانکاشر داده شد. در سال ۱۸۰۲ اولین بخش مهم مقررات کار تحت عنوان قانون سلامت و اخلاق کارآموزان تصویب شد. در این قانون مدت ساعت کار در روز به ۱۲ ساعت محدود و مشخص شد و شب‌کاری برای کودکان ممنوع گردید و برای کارآموزان کارخانه‌ها یک حداقل تحصیلات و همچنین تأمین لباس و خواب مکفی تعیین گردید. سرعت صنعتی شدن تولیدات در قرن ۱۹ منجر به افزایش سریع استخدام کودکان شد و هم‌زمان افکار عمومی نسبت به شرایط خطرناک کاری که این کودکان باید در کارخانه‌ها تحمل کنند مجدداً برانگیخته شد. در نتیجهٔ کوشش‌های روبرت اون قانون کار سال ۱۸۱۹ به تصویب رسید، که طبق آن استخدام کودکان زیر ۹ سال ممنوع گردید و ساعت کار کودکان به ۱۲ ساعت در روز محدود شد.
یک مبارزهٔ طولانی برای کاهش ساعات کار به ۱۰ ساعت در روز با رهبری شخصی بنام شافتس بوری و حمایت کلیسای انگستان شکل گرفت. کمیته‌های زیادی در حمایت از این پیشنهاد تشکیل شد؛ و سرانجام قانون کار سال ۱۸۴۷ به تصویب رسید که در آن، ساعت کار زنان و کودکان در کارخانجات انگلستان به ۱۰ ساعت در روز محدود می‌شد.

### شرایط کار
کوشش‌های اولیه عمدتاً حول بهبودی شرایط کودکان کار انجام می‌شد. از نیمهٔ قرن نوزدهم توجهات به سمت ارتقاء شرایط کار برای سلامت کارکنان در کل معطوف گردید. در سال ۱۸۵۰ گزارش حوادث کاری که به فوت منجر می‌شد اجباری گردید؛ و ایجاد حفاظ‌های ایمنی برای حفظ جان و سلامت معدن‌کاران در سال ۱۸۵۵ الزامی شد. مقررات بیشتری برای پیشگیری از حوادث و سلامتی معدن‌کاران از قبیل تأمین سیستم تهویه در معادن، نصب دیوار موقت حول چاهک‌های غیرفعال و نصب علائم اخطاری اجباری شد و نیز نصب فشارسنج و شیرهای اطمینان روی دیگ‌های بخار در کارخانجات (که تا آن موقع معمول نبود) اجباری گردید. در سال‌های ۱۸۶۰ و ۱۸۷۲ یک سری مقررات دیگر در جهت تقویت شرایط ایمنی کار تنظیم گردید که به قوانین قبل افزوده شد. در همین راستا حضور مدیران ایمنی تأییدشده و سرکشی بازرسان جهت چک مقررات ایمنی در کارخانجات جاری گردید.